# Alvilde Prydz
Alvilde Prydz, född den 5 augusti 1846 i Frederikshald, död den 5 september 1922 i Kristiania (Oslo), var en norsk författare.
Prydz var lärare innan hon 1880 debuterade som författare med berättelsen Agn og Agnar, vars stil röjer påverkan av Bjørnstjerne Bjørnson. Större självständighet visar hon i novellsamlingarna I moll (1885) och Underveis (1889), berättelserna Lykke (1890), Paa Fuglvik (1891), Mennesker (1892), Drøm (1893), Sylvia (1899) och Mens det var sommer (1911; ”Medan det var sommar”). Mennesker och Drøm arbetades senare samman till romanen To mennesker (1918). De innehåller idealistisk problemdebatt, där kvinnans rätt till eget personligt liv i äktenskapet är ett viktigt motiv.
En stor framgång blev romanen Gunvor Thorsdatter til Herö (1896; ”Gunvor Thorsdotter till Härö”, 1900). Den position som hon vann genom detta verk bibehöll hon med romanerna Det lovede land (1902; ”Det förlofvade landet”, 1903), Barnene paa Herö gaard (1906; ”Barnen på Härö gård”, 1907), I Ulvedalen (1909; ”I Ulfdalen”, 1910) och framför allt med Torbjörn Vik (1913), skildringen av en odågas lidandes historia, tillika författarens personligen innerligast kända och konstnärligt säkrast genomförda verk. Hon odlar med förkärlek de litterära problemen, ofta med en polemisk udd och ett stänk av humor i utformningen.
Prydz skrev även skådespel: Aino (1900) och Paa Granem gaard (1915).